# Olivia’s Greatest Hits, Vol. 2
Olivia’s Greatest Hits, Vol. 2 ist ein Best-of-Album der britisch-australischen Sängerin Olivia Newton-John. Das Album wurde am 3. September 1982 über das Label MCA Records veröffentlicht.

## Produktion und Gastbeiträge
Die auf dem Album enthaltenen Lieder sind zum zuvor veröffentlichte Singles aus Olivia Newton-Johns vorigen Alben Grease (zwei Tracks), Totally Hot (ein Lied), Xanadu (drei Songs) und Physical (zwei Tracks). Die beiden Titel Heart Attack und Tied Up wurden für das Album neu komponiert. 
Auf Olivia’s Greatest Hits, Vol. 2 finden sich mehrere Gastbeiträge anderer Künstler. John Travolta wirkt bei You’re the One That I Want als Gastmusiker mit. Cliff Richard ist auf Suddenly zu hören und Electric Light Orchestra treten bei Xanadu als Gastmusiker auf.

## Titelliste
| #  | Titel                      | Songwriter                   | Produzent   | Länge | Album                  |
| -- | -------------------------- | ---------------------------- | ----------- | ----- | ---------------------- |
| 1  | Heart Attack               | Paul Bliss, Steve Kipner     | John Farrar | 3:01  | zuvor unveröffentlicht |
| 2  | Magic                      | John Farrar                  | John Farrar | 4:25  | Xanadu (1980)          |
| 3  | Physical                   | Steve Kipner, Terry Shaddick | John Farrar | 4:43  | Physical (1981)        |
| 4  | Hopelessly Devoted to You  | John Farrar                  | John Farrar | 3:00  | Grease (1978)          |
| 5  | Make a Move on Me          | John Farrar, Tom Snow        | John Farrar | 3:17  | Physical (1981)        |
| 6  | A Little More Love         | John Farrar                  | John Farrar | 3:27  | Totally Hot (1978)     |
| 7  | You’re the One That I Want | John Farrar                  | John Farrar | 2:47  | Grease (1978)          |
| 8  | Tied Up                    | John Farrar, Lee Ritenour    | John Farrar | 4:21  | zuvor unveröffentlicht |
| 9  | Suddenly                   | John Farrar                  | John Farrar | 4:03  | Xanadu (1980)          |
| 10 | Xanadu                     | Jeff Lynne                   | Jeff Lynne  | 3:30  | Xanadu (1980)          |

## Charterfolge
Olivia’s Greatest Hits, Vol. 2  stieg am 15. November 1982 auf Platz 45 der deutschen Albumcharts ein. Am 6. Dezember 1982 erreichte der Tonträger seine Höchstposition von Platz 33. Das Album debütierte in der Woche zum 9. Oktober 1982 auf Platz 41 der Billboard 200, bevor am 13. November 1982 Platz 16 erreichte.
| ChartsChartplatzierungen       | Höchstplatzierung | Wochen |
| ------------------------------ | ----------------- | ------ |
| Deutschland (GfK)              | 33 (5 Wo.)        | 5      |
| Vereinigtes Königreich (OCC)   | 8 (38 Wo.)        | 38     |
| Vereinigte Staaten (Billboard) | 16 (86 Wo.)       | 86     |

## Verkaufszahlen und Auszeichnungen
Greatest Hits wurde 1984 in den Vereinigten Staaten für über zwei Millionen verkaufte Einheiten mit zweifach-Platin.
| Professionelle Bewertungen | Professionelle Bewertungen |
| -------------------------- | -------------------------- |
| Kritiken                   |                            |
| Quelle                     | Bewertung                  |
| allmusic                   | [ 6 ]                      |

| Land/Region                  | Auszeichnungen für Musikverkäufe (Land/Region, Auszeichnung, Verkäufe) | Verkäufe  |
| ---------------------------- | ---------------------------------------------------------------------- | --------- |
| Kanada (MC)                  | 5× Platin                                                              | 500.000   |
| Neuseeland (RMNZ)            | Platin                                                                 | 15.000    |
| Vereinigte Staaten (RIAA)    | 2× Platin                                                              | 2.000.000 |
| Vereinigtes Königreich (BPI) | Platin                                                                 | 300.000   |
| Insgesamt                    | 9× Platin ·                                                            | 2.815.000 |

Hauptartikel: Olivia Newton-John/Auszeichnungen für Musikverkäufe